# Elefantenklo (Gießen)
Elefantenklo oder kurz „E-Klo“ ist der Spitz- und gebräuchlichste Name einer Fußgängerüberführung über eine Straßenkreuzung in Gießen. Einen offiziellen Namen hat das Bauwerk nicht, für das Bauvorhaben wurde die beschreibende Bezeichnung „Fußgängerplattform am Selterstor“ verwendet. Seinen Spitznamen erhielt das Bauwerk wegen seiner übertrieben scheinenden Größe und der drei großen Öffnungen oberhalb der Kreuzung, die an ein überdimensionales Plumpsklo denken lassen.
Das Elefantenklo wird heute als Gießens markantestes Wahrzeichen gewertet.

## Geografische Lage
Das Elefantenklo überspannt die Kreuzung von vierspurigem Anlagenring, Frankfurter Straße und der Fußgängerzone Seltersweg, am Standort des früheren, nicht erhaltenen Selterstores.

## Bauliche Gestaltung
Der Überweg besteht aus einer aufgeständerten, knapp 50 Meter langen und im Mittel 24 Meter breiten trapezförmigen Betonplattform, die an den vier Ecken durch Treppen und Rolltreppen sowie später auch einen nachgerüsteten Aufzug für den Fußgängerverkehr vom Straßenniveau her erreichbar ist. Entlang ihrer Längsmittelachse weist die Plattform drei achteckige, 7 bis 9 m breite Öffnungen auf, die dem Autoverkehr Tageslicht und Fußgängern einen Blick auf den Straßenverkehr gewähren und das Gewicht der Plattform reduzieren.
Die Größe der Plattform erklärt sich aus dem konzeptionellen Ziel, alle vier Eckpunkte der Kreuzung miteinander zu verbinden, was ansonsten vier einzelne Brücken erfordert hätte. Ursprünglich sollte die Plattform sogar die ersten Obergeschosse mehrerer anliegender Kaufhäuser miteinander verbinden, was aber baulich so nie angeschlossen wurde.
Die Plattform ist aus 75 cm starkem, vorgespanntem Leichtbeton gefertigt und ruht auf sechs Säulen: vier in den Ecken und zwei weiteren im Kreuzungsbereich, die unten auf Verkehrsinseln von Abbiegerampen stehen. Diese Konstruktion stellte eine preisgekrönte Ingenieurleistung dar.
Architektonisch lässt sich das Bauwerk dem in den sechziger Jahren aufkommenden Brutalismus zuordnen. Zur Bauzeit wurde es als innovatives Verkehrskonzept gelobt. Mittlerweile gilt es eher als Störfaktor der architektonischen Proportionalität in Bezug auf das Stadtbild und als Symbol einer verfehlten Stadt- und Verkehrsplanung.

## Geschichte
Die Überführung wurde 1967/1968 errichtet, als Verkehrsplanung und Stadtentwicklung sich am Ideal der autogerechten Stadt orientierten. Vorher war dort ein Kreisverkehr. Schon während seiner Einweihung am 28. September 1968 bekam das Bauwerk seinen Spitznamen, mit dem es überregional bekannt wurde. Mit dem Wandel von Stadtentwicklung in den folgenden Jahrzehnten wurde es zu einem in Beton gegossenen Symbol unzeitgemäßer Verkehrsplanung. Mehrmals wurde erwogen, die Überführung abzureißen. Seit der Errichtung hat die Stadt Gießen bereits 2,2 Mio. Euro an Unterhaltungs- und Sanierungskosten aufgebracht.
Zum 40-jährigen Jubiläum des Bauwerks 2008 enthüllten Mitglieder der studentischen Vereinigung Akademischer Micky Maus Club, die auch als ursprünglicher Erfinder des Spitznamens gilt, ein Transparent mit der Aufschrift „Elefantenklo“. Das von 1977 bis 1987 erschienene linke Stadtmagazin Elephantenklo adoptierte den Namen und integrierte damit das ungeliebte Bauwerk in die städtische Kultur.

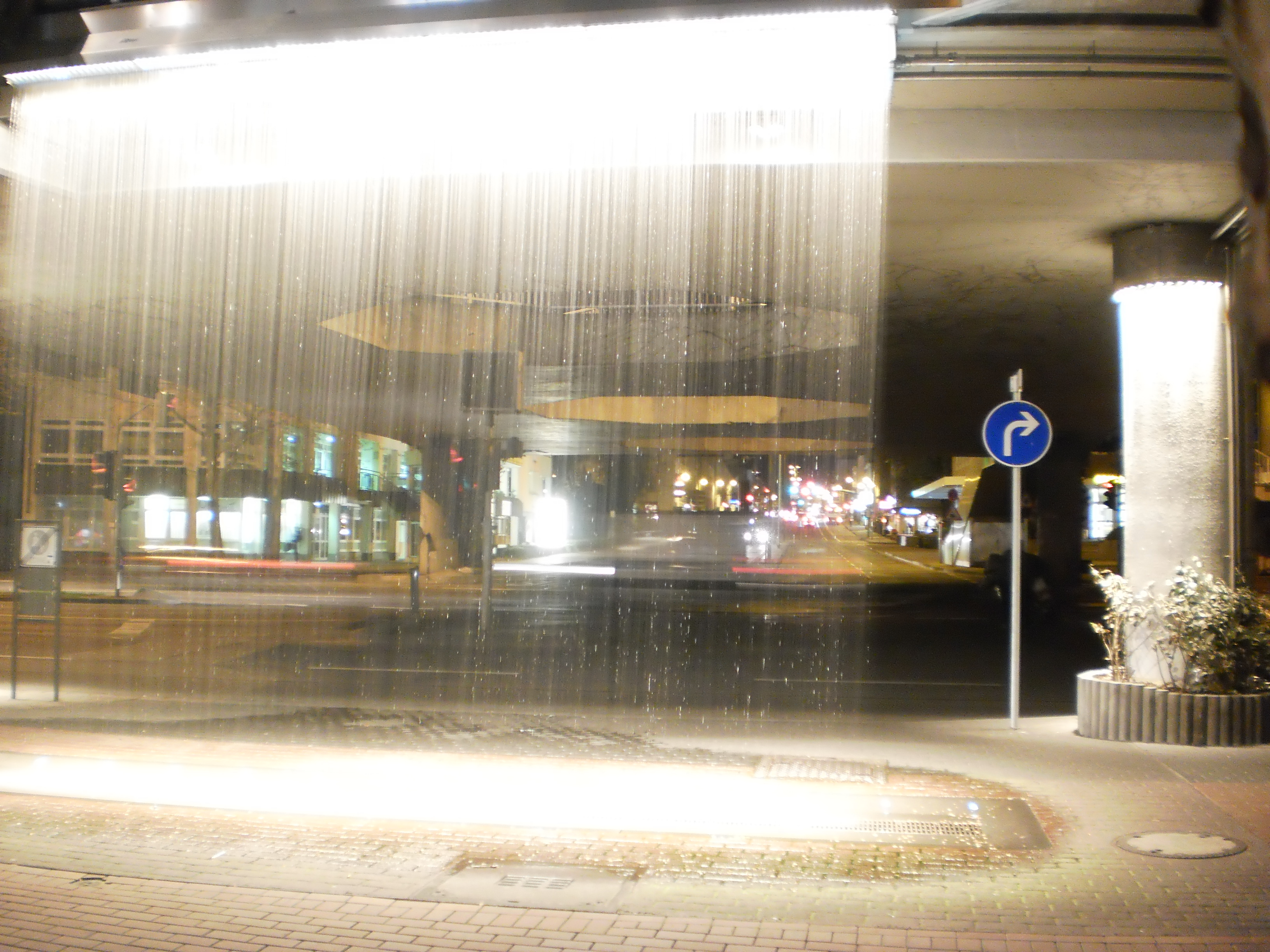
Wasser-Installation

Im Herbst 2013 beschloss die Vereinigung der Geschäftsleute, das Bauwerk um eine „Spülung“ zu erweitern, um eine neue Attraktion im Bereich des Selterstors zu bieten. Für rund 150.000 Euro wurde zur Landesgartenschau ein Wasservorhang installiert, der von der Plattform in einen 4,60 × 2,80 Meter großen, zwei Meter tief im Boden versenkten Betonkasten fällt. Die Installation ist seit Anfang Juni 2014 in Betrieb.

## Verkehrsbedeutung
Die Überführung bindet den Bereich des Hauptbahnhofs für Fußgänger an die Innenstadt an.
Ursprünglich war die Anlage keineswegs barrierefrei, da sie nur über Treppen und Rolltreppen zugänglich war. Der an der Südecke nachträglich angebaute Aufzug macht die Plattform für Rollstuhlfahrer hier erreichbar; auf der Fußgängerzonenseite besteht ein barrierefreier Anschluss durch das Karstadt-Warenhaus hindurch (zu dessen Öffnungszeiten), das als einziges Gebäude höhengleich an die Plattform angeschlossen ist und Aufzüge bietet. Allerdings funktionieren diese Einrichtungen – wie auch die Rolltreppen – nicht zuverlässig. Aufgrund dieser Einschränkungen für gehbehinderte Personen wird das Elefantenklo auch als „Paradefall einer inhumanen Stadterschließung“ gewertet.

## Trivia
Der Volksmund spottet, die drei großen Öffnungen seien nicht geplant, sondern gingen auf eine Fehlberechnung der benötigten Betonmenge zurück. Dies ist bautechnisch nicht haltbar – eine entsprechende Neurechnung der Statik mit Änderung der Bewehrung wäre deutlich aufwendiger als der Ankauf zusätzlichen Betons. In den Planungen sind die drei Öffnungen auch enthalten.